# Leges Horatiae Valeriae
De leges Horatiae Valeriae waren Romeinse wetten (leges) van de consuls Marcus Horatius Barbatus en Lucius Valerius Poplicola Potitus uit 449 v.Chr..
1) ut, quod tributim plebs iussisset, populum teneret ("opdat, wat tribusgewijs het plebs had bevolen, het volk naleefde"). Dit zou betekenen dat een plebiscitum kracht van wet had voor heel het Romeinse volk (inclusief patriciërs) (zie verder ivm. twijfels over de authenticiteit van deze wet).
2) lex Horatia Valeria de provocatione, dat geen nieuw overheidsambt (magistratus) zonder provocatio (recht op beroep) in het leven zou worden geroepen, op straffe des doods (sacratio capitis; dit gold ook voor de laatste wet).
3)  dat de tribuni plebis (volkstribunen), de aediles (mogelijk enkel de plebejische aedilen) en de iudices decemviri (vermoedelijk worden hier de decemviri stlitibus iudicandis bedoeld) sacrosancti (onschendbaar) zouden zijn.
Dit zijn vermoedelijk geen eigenlijke wetten (leges) geweest, maar de voorwaarden, waarop de eendracht tussen patres en plebs werd hersteld. Bovendien is de eerste wet, evenals de lex Publilia Philonis van 339 v.Chr. volgens sommigen een anticipatie van de lex Hortensia van 287 v.Chr. Aan het bestaan van de derde wet wordt door sommige geleerden getwijfeld.